# Begega
Begega (Bixega en asturiano y oficialmente) es una aldea y una parroquia del concejo asturiano de Belmonte de Miranda, en España.
Tiene una superficie de 13,34 km², en la que habitan un total de 65 personas (2011) repartidas entre las poblaciones de Begega (Bixega), Pontigo (El Pontigu), Santa Marina y Villaverde (Viḷḷaverde); las aldeas de El Valle y Las Caulinas[cita requerida](Las Coulinas) desaparecieron en 1997 debido a la instalación de la mina de oro.
El pueblo de Begega, con 23 habitantes, está a unos 18 kilómetros de Belmonte. Se encuentra situada a unos 620 metros sobre el nivel del mar y se accede a ella por la carretera AS-310 y la AS-227.
En su territorio se encuentra la explotación aurífera de la empresa Orovalle, que está causando un gran cambio en el medio ambiente y en la forma de vida tradicional del valle.